# Slabčice

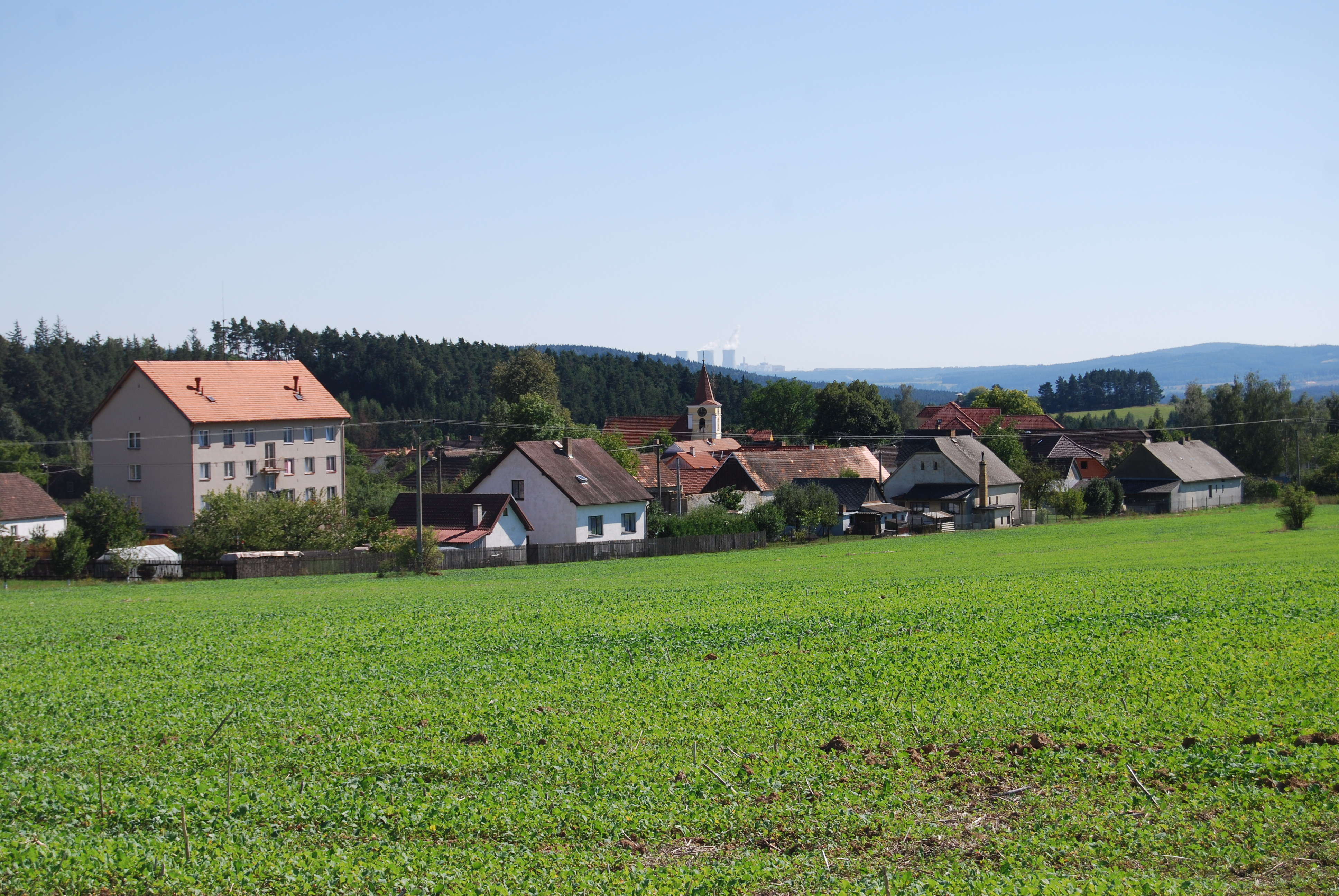
Ortsansicht, im Hintergrund das AKW Temelín

Slabčice (deutsch Slabschitz) ist eine Gemeinde in Tschechien. Sie liegt zehn Kilometer nordwestlich von Bechyně in Südböhmen und gehört zum Okres Písek.

## Geographie
Slabčice befindet sich im Süden der zum Mittelböhmischen Hügelland gehörigen Milevská pahorkatina. Das Dorf liegt am rechten Ufer des Baches Slabčický potok. Nordöstlich erhebt sich der Čepinec (500 m), östlich der Na Kopci (498 m), im Südosten der Tábor (504 m) und nordwestlich der Dubový vrch (524 m).
Nachbarorte sind Široká, Dolní Rastory, Horní Rastory, Kozí Hora und Ovčín im Norden, Rakov, Svatkovice und Borovany im Nordosten, Nemějice im Osten, Drtina, Psohlavec, Smolečské Březí, Dražíčské Březí und Souložnice im Südosten, Ovčín und Vranov im Süden, Jehnědno und Písecká Smoleč im Südwesten, Chřešťovice und Kozín im Westen sowie Strouhy, Hájovna und Olešná im Nordwesten.

## Geschichte

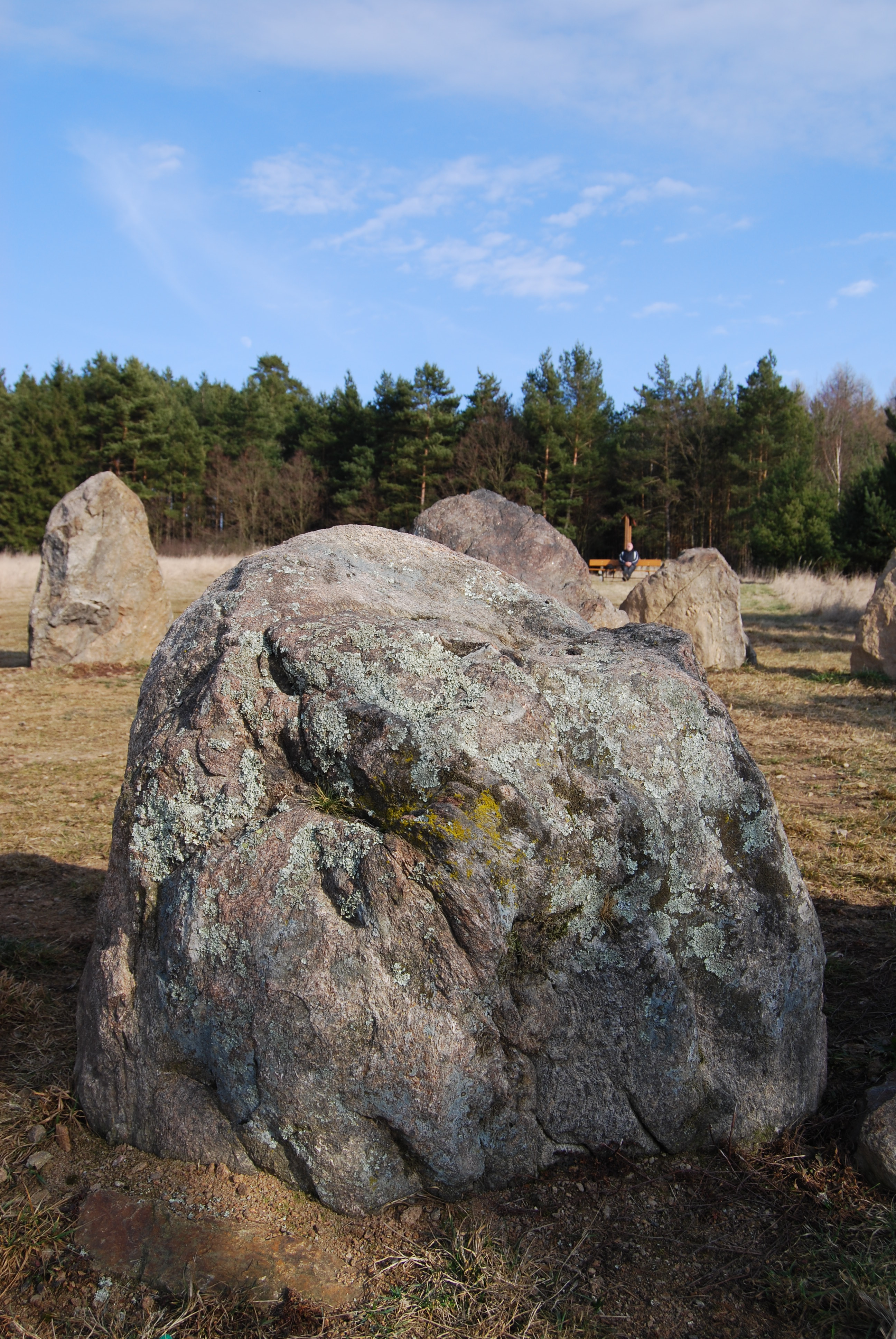
Neuzeitliche Megalithanlage Kruh bei Nemějice

Archäologische Funde belegen eine Besiedlung der Gegend seit der Bronzezeit. Die bedeutendste Fundstätte ist der Hügel Tábor, auf dem sich wahrscheinlich ein keltisches Heiligtum befand. Die dort in einem Umkreis von 20 m² aufgefundenen tausende durchbohrte Votivgegenstände und Reste von Pfählen, lassen darauf schließen, dass sie an heiligen Bäumen um einen Schrein aufgehängt worden waren. Am Hügel Na Kopci wurden Hügelgräber aus der Hallstattzeit aufgefunden.
Die erste schriftliche Erwähnung des Dorfes erfolgte 1379 in einem von Erzbischof Johann Očko von Wlašim in Auftrag gegebenen Verzeichnis sämtlicher erzbischöflicher Herrschaften. Das vom erzbischöflichen Notar Jindřich Hezlín von Humpolec zwecks Erhebung einer Sondersteuer zur Unterstützung König Wenzels IV. erarbeitete Verzeichnis weist Olešná als eines von 33 Dörfern der Herrschaft Thein aus. Am 20. August 1415 musste Erzbischof Konrad von Vechta die Herrschaft als Folge von Misswirtschaft an Jan von Sobětice verpfänden. 1416 ging das Pfand gänzlich an diesen über.
Bei den zur Zeit der hussitischen Bewegung nach der Einschränkung der hussitischen Gottesdienste zwischen Ostern 1419 und 1420 unternommenen Wallfahrten zum Berg (poutě na hory) erfolgten auf dem Tábor Predigten unter freien Himmel. Die Große Versammlung mit Stationen auf verschiedenen Bergen endete am 22. Juli 1419 auf dem Tábor mit einer Predigt vor 42.000 Anhängern.
Nach der Schlacht am Weißen Berg wurde die Herrschaft konfisziert und durch König Ferdinand II. als Ganzes wieder dem Erzbistum Prag übergeben.
Im Jahre 1840 bestand Slabschitz aus 40 Häusern mit 319 Einwohnern. Zum Dorf gehörten drei abseitig gelegene Dominikalhäuser. Pfarrort war Chraschtian. Bis zur Mitte des 19. Jahrhunderts blieb das Dorf immer der erzbischöflichen Herrschaft Moldau-Thein untertänig.
Nach der Aufhebung der Patrimonialherrschaften bildete Slabčice/Slabschitz ab 1850 einen Ortsteil der Gemeinde Smoleč in der Bezirkshauptmannschaft und dem Gerichtsbezirk Písek. 1920 wurde Slabčice eigenständig. Im Jahre 1949 wurde Slabčice dem Okres Milevsko zugeordnet; nach dessen Aufhebung kam es Ende 1960 zum Okres Písek zurück, zugleich erfolgte die Eingemeindung von Nemějice und Písecká Smoleč mit Březí. Die westlich im Moldautal gelegenen Einschichten Slavík und Boudy wurden in den 1960er Jahren mit dem Stausee der Orlík-Talsperre überflutet.

## Gemeindegliederung
Die Gemeinde Slabčice besteht aus den Ortsteilen Březí, auch Smolečské Březí (Birken), Nemějice (Nemejitz), Písecká Smoleč (Smiletsch) und Slabčice (Slabschitz) sowie die Einschichten Široká, Ovčín und Souložnice.

## Sehenswürdigkeiten
- Kirche St. Josef, sie wurde zwischen 1899 und 1900 mit Spenden von amerikanischen Auswanderern erbaut
- Hügel Tábor, volkstümlich Burkovák mit Resten eines keltischen Heiligtums, der Tábor war 1419 Endpunkt der Großen Versammlung der Hussiten
- Megalithanlage „Kruh“ am Tábor bei Nemějice, sie entstand als neuzeitliche Touristenattraktion
- Aussichtspunkt Skály, nordwestlich des Dorfes auf den Felsklippen über einer Seitenbucht des Orlík-Stausees. Gegenüber erhebt sich auf einem Sporn über der Moldau der Burgstall Chřešťovice mit der Kirche Johannes des Täufers aus dem 14. Jahrhundert
- Kapelle in Smolečské Březí
- Kapelle des hl. Johannes von Nepomuk in Nemějice

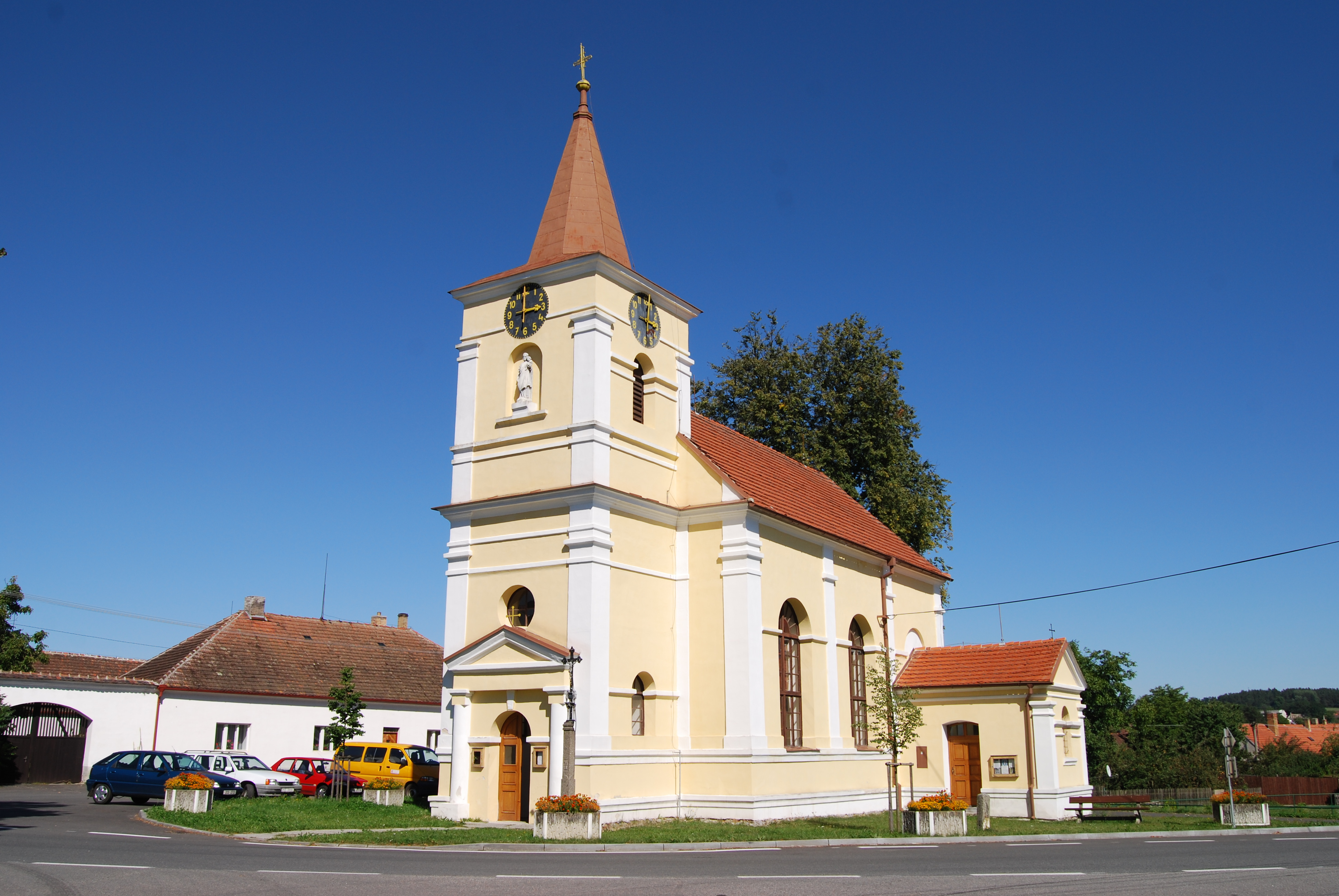
Kirche St. Josef
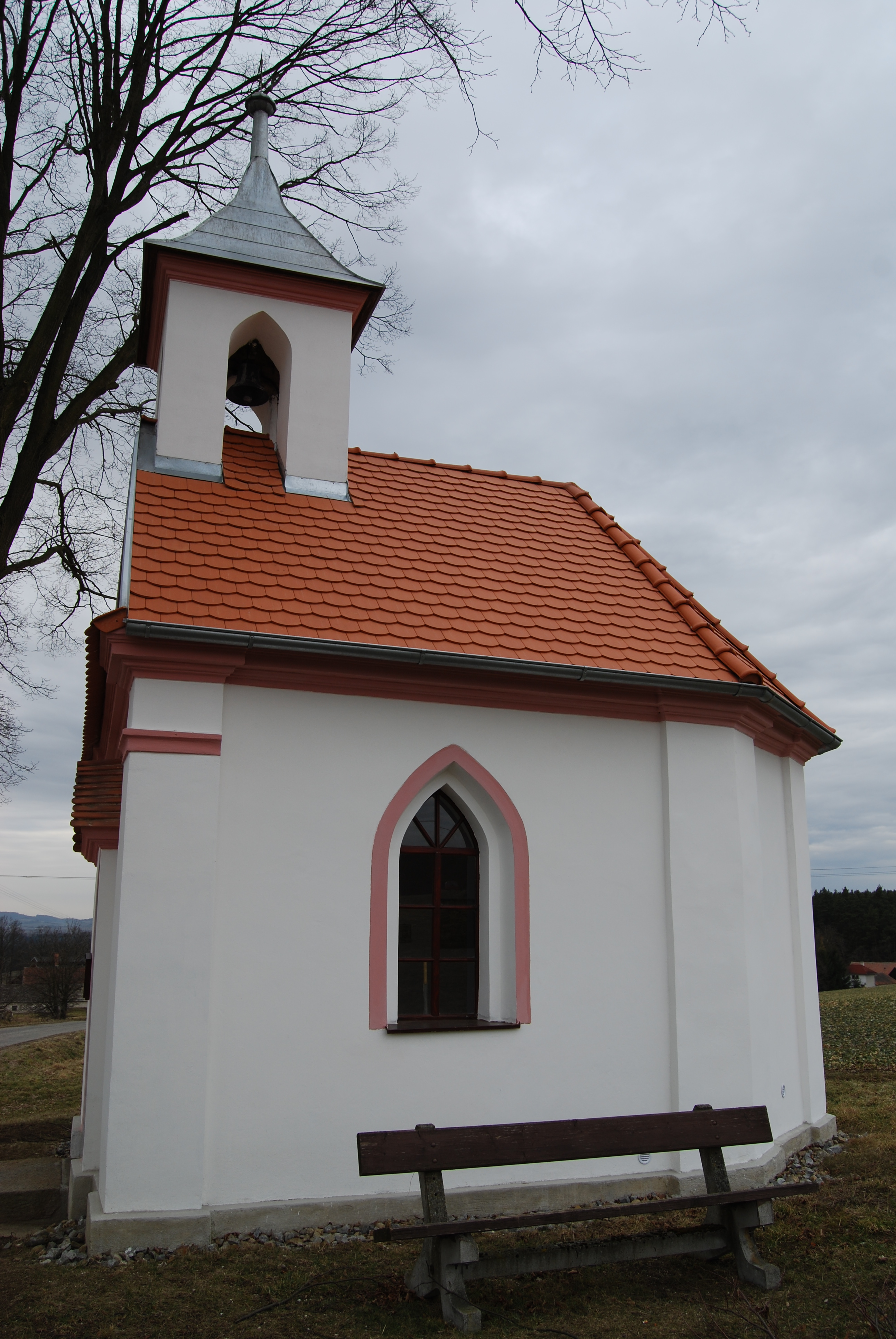
Kapelle in Smolečské Březí
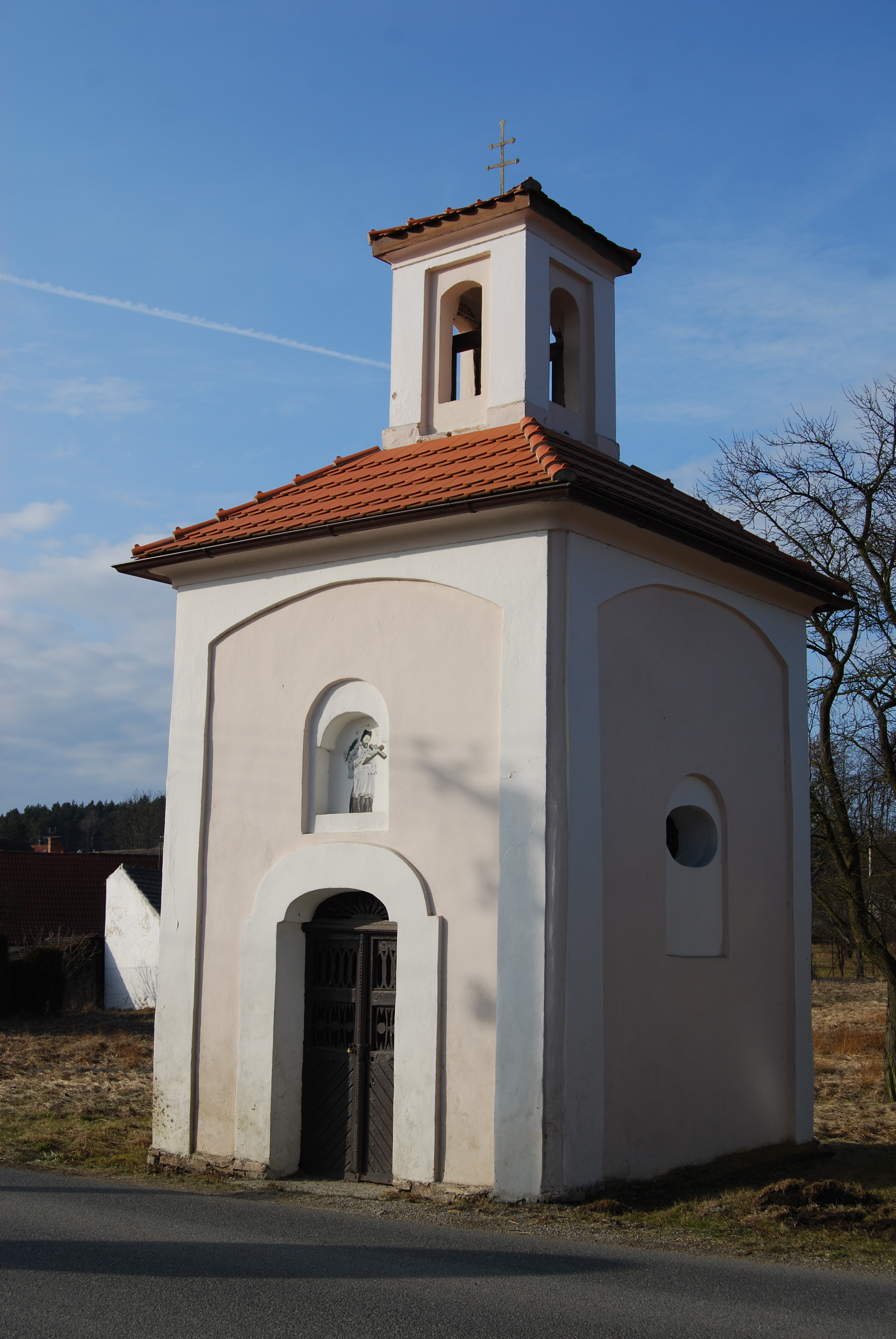
Kapelle des hl. Johannes von Nepomuk in Nemějice